# Miguel Davis
Miguel Davis (ur. 18 czerwca 1966) – piłkarz kostarykański grający na pozycji napastnika.

## Kariera
W 1990 roku został Davis powołany przez selekcjonera Velibora Milutinovicia do kadry Kostaryki na Mistrzostwa Świata we Włoszech. Tam był rezerwowym zawodnikiem i nie rozegrał żadnego spotkania. Był wówczas piłkarzem LD Alajuelense.